# Lan lọng Đà Lạt
Lan lọng Đà Lạt, lan lọng hoa trên thân hay cầu diệp evrard (danh pháp hai phần: Bulbophyllum evrardii) là một loài phong lan thuộc chi Bulbophyllum. Đây là loài đặc hữu của Việt Nam.